# 無綫電視配音組
無綫電視配音組（又稱：TVB配音組）是香港電視廣播有限公司（無綫電視）旗下部門，1967年開台時已設立，亦是香港現時唯一直屬於電視台的配音組。配音組隸屬於節目協製科，配音員則是隸屬於藝員科。約於1980年代末分為粵語配音組及國語配音組。粵語配音組的職責是為外購電視劇、電影、動畫、綜藝及資訊節目進行粵語配音。國語配音組則主要為無綫電視自家製作的節目進行國語配音，以供中國內地及海外市場發行。

## 歷史
無綫電視開台早期，以播放外購劇集、電影及節目為主，因此粵語配音是一項主要工作，當時的配音員不少是幕前演員出身。隨著電視台的節目逐漸轉為本地製作為主，對配音的需求減少，進入1980年代，電視台配音員人手過剩、收入減少，出現轉投電影配音的趨勢。
無綫配音組早期實行領班制:29。一些說法為早期配音員團隊分成兩組，分別由丁羽及姜中平擔任領班。1970年代則有一組由朱江擔任領班。而據配音員馮錦堂（1979年入行）之說，開台前籌備期間的初代配音組，分別為姜中平及宗燦枝領班的兩組，1970年代擴編為四組，包括日班的丁羽（第一組）及譚炳文（第二組）、夜班的盧國雄（第三組）及周慶良（第四組） :29。1970年代後期已從領班制轉為公司制:29。1968年《香港電視》對配音組的專訪中，則介紹了負責撰稿的姚普光（亦擔任《歡樂今宵》編劇）、負責音響效果的陳鍊。1970年無綫啟用兩個設有新式設備的配音室，當時的報道指為「本港第一家採用錄影設備的配音機構」，當時配音組由馮偉君、李欣榮、劉益穎三名年青員工負責編排工作，工程主管為鍾德偉。
據1979年至1982年的報刊訪問，當時李欣榮已成為配音組主管。據1980年《香港電視》對配音組的專訪，當時配音組約有四十位配音員，多為男性，導配則有五人。1982年的專訪則訪問了李欣榮及負責音響效果的吳國華，當時配音員有三十多人。
隨著1990年代麗音雙語廣播的發展，配音的需求增加。據1995年《香港電視》對配音組的專訪，當時配音組的上級部門名為製作服務科，配音組分為粵語配音組及國語配音組，而國語配音組是成立於1988年；當時粵語配音組有二十二位男性配音員、十七位女性配音員及八位監製，國語配音組約有二十位配音員及三位監製，兩組合共有六名全職撰稿員（亦有兼職撰稿員），配音組製作主任為賴偉強。
1988年林百欣入主亞洲電視後，及2011年王維基籌備香港電視網絡期間，配音組與無綫其他部門一樣，均遭受這些競爭者引發的挖角潮。:76-81

## 培訓與入職途徑
1975年，無綫開辦配音訓練班，由現職資深配音員丁羽、譚炳文、梅欣、盧國雄等人擔任導師。亦有一些配音員出身於藝員訓練班。另外曾於1990年代中期始開辦對口本撰稿員訓練班。
1990年，開辦第1期粵語配音藝員訓練班，但此訓練班只是每隔數年不定期開辦，並於2014年後停辦。
配音員需具備中五或以上學歷，曾於1970年代容許寫信到無綫電視自薦。
1990年起，未具備配音經驗者，唯一途徑是投考無綫電視粵語配音藝員訓練班，通過考核才有機會入職。現職自由身配音員則可透過寄聲帶到無綫電視自薦。惟無綫電視粵語配音藝員訓練班只會不定期舉辦，有配音員建議有志入行者可嘗試上述同樣方法自薦。幕前藝員或獲相熟人士引薦則不設入職限制。
配音員以合約制形式受聘，入職無綫電視時一般需要簽訂三年合約（分為兩年「死約」及一年「生約」），每月工資取決於配音員的工作量（連同底薪）。另外年滿60歲或以上的配音員，或會改簽不受保障的合約（「老人約」）。

## 架構與制度
據1980年代的介紹，配音組轄下分為工程部及製作部，工程部負責音響效果及設備保養，製作部負責翻譯、導配、配音，除了配音員，部門內還有其他不同崗位。該時期初入行的馮錦堂則提到部門由一位經理主事，主要處理行政工作，並非配音員出身，轄下有數個負責文書工作的職員。:30
配音組最前期的工序為翻譯，附有文字劇本的外購節目需要將劇本翻譯為中文，沒有文字劇本的外購節目則需要人手觀看整個節目，將對白逐字記下，1980年代的翻譯工作多外聘熟悉外語的兼職人員進行，後來內部熟悉外語的員工漸多，多由他們以領取額外報酬的方式進行:35。然後，將翻譯劇本改寫為符合本地文化、口語化，且音節符合角色口部開合次數的配音劇本，再經審核後交由配音員進行配音:34，1990年代的介紹中負責此工序的職位稱為對口本撰稿員。配音組實行導配制，由「導配」一職（一說「配導」:30）主導整個配音過程，策劃期間該職位需要對劇本內容、角色身份、對白、音響效果等方面進行事前研究，亦需協助配音員對準口形，選擇合適聲線，配音完成後亦負責進行檢定。當時背景音樂、音效與對白通常都混雜於同一卷錄音帶中，故音樂、音效亦需要重新配上。1990年代介紹中的監製一職，職務與導配相近。
1979年《工商日報》的訪問比較了當時無綫電視與麗的電視配音員的薪酬計算方式，無綫按句數計算，並無主角配角之分；麗的則按分級支付月薪，超時薪金則按時間計算。該年入行的馮錦堂亦提及無綫當時按句數計算薪酬，後來改為按時間單位計算，單位俗稱為「Show」，一Show為半小時。:32
配音員的工作安排一般是由粵語配音組主管或導配負責。尤其是主角或要角的配音人選，通常會經過粵語配音組主管及導配會議商討，亦可能會安排多於一名配音員「試聲」，經過比較後才作最終定案。
報幕工作安排則是由宣傳科負責。旗下每個頻道或平台之宣傳片（如翡翠台、J2／TVB Plus、明珠台、myTV SUPER）通常會由指定配音員兼任常駐報幕員，惟2020年代起陸續有多名粵語配音員離職的關係（當中包括已兼任常駐報幕員之配音員），因此既有報幕工作安排開始逐步改為不固定人選代替（少部分配音員離職後轉以自由身形式留任），以減低「一換再換」的突兀感。

### 規模縮減
起初無綫電視計劃開設多個頻道（收費電視、J2、高清翡翠台）的關係，使配音節目的需求大幅增加，並需要大量人手應付配音工作，自2003年起幾乎每年也在招聘配音員（如分別舉辦無綫電視粵語配音藝員訓練班及對外招募）。直至2014年，粵語配音員的在職人數已達80人左右，而當時無綫電視的業績仍處於穩定狀態，配音員只要不是犯下嚴重過錯的話，基本上無綫電視甚少單方面解僱配音員，亦因此曾被視為配音界的「鐡飯碗」，大部分配音員原定也會視為終身職業或打算任職至退休，整體流失率本來不算普遍（即使有個別配音員離職也能迅速填補空缺）。但無綫電視在時任董事局主席陳國強、行政總裁李寶安、非戲劇助理總經理余詠珊、副總經理杜之克主政起，因主張節省營運開支，2014年後暫停舉辦無綫電視粵語配音藝員訓練班（下稱配音訓練班）及對外招募，同時無綫電視粵語配音員流失率亦開始上升。
再者無綫電視自2015年起不斷流失配音員並甚少填補空缺，亦逐步縮減配音節目時數（如縮減動畫播放時段、先後取消明珠台及收費頻道麗音廣播），2018年更因業績下滑而打開裁減配音員的先例（無綫電視以「不續約」的說法代替），配音界的「鐵飯碗」從此成為歷史。兩年內已流失超過20名配音員，離任人數是歷年以來最多（2015年至2020年間起碼有30人離任）。無綫電視直指因為粵語配音組人手過剩，並需要「人力精簡」，當中更包括任職超過40年的資深配音員馮錦堂，觸發不少支持者及媒體的關注。而較少擔任主角或要角的配音員，預計處境最不利。另外即使配音員的合約未完，無綫電視亦有權單方面提前解約（個別配音員的離職日期比預定還要早），且無需作任何賠償。
此外，雖然無綫電視明珠台曾於2016年至2019年間有限度恢復雙語廣播，但於2020年再度取消雙語廣播，變相使配音需求進一步減少，配音室由高峰期的七間縮減至兩、三間。:82，亦成為粵語配音組離職潮惡化的導火線。
2021年起曾志偉及王祖藍成為新任管理層，其後余詠珊及杜之克亦相繼離職，粵語配音組離職潮才開始緩和，更首次以粵語配音為題材製作競賽真人秀節目《好聲好戲》系列（參賽者為現役藝員），隨後又推出配音員培訓真人秀節目《聲級學堂》及有限度重新增加配音節目時數（如恢復明珠台電影麗音廣播、恢復部分動畫播放時段）。但鑑於香港再次出現了移民潮，以及無綫電視曾有裁員前科，粵語配音員的流動性仍處於觀望階段。
惟無綫電視面對持續虧損的情況，隨後王祖藍亦專注於內地發展，再加上C君要專注幕前工作而辭任J2創意總監，使較早前的安排「打回原形」（如再次縮減動畫播放時段及重播大量片集），更於2023年宣佈將進行新一輪裁員，粵語配音組也不例外。但因為「被墊底」的配音員大部分早於2018年至2020年間相繼不獲續約的關係，所以裁員的對象逐漸變得「出人意表」，任職超過30年的資深配音員梁少霞及鄭麗麗更首當其衝，並再次展開離職潮的序幕。即使無綫電視於2023年9月發聲明表示每年配音組均會按照需求進行製作調整，以及強調有關消息並非事實的全貌，但「鐵飯碗」不復存在已是不爭的事實。
2023年10月起更陸續證實多名配音員（張錦江、鄧志堅、羅孔柔、謝潔貞、林丹鳳、何璐怡、張方正、蕭徽勇、陳琴雲、梁志達、許盈、廖欣怡、陳欣、李錦綸、劉奕希、麥皓豐、陳皓宜、胡家豪、翟耀輝）離職的消息。而第6期配音訓練班餘下3名在職配音員（陳耀楠、李安邦、葉曉欣）亦於2024年6月全數被列入離職名單，打開直接單方面從訓練班學員當中「清零」的先例；隨後第5期配音訓練班餘下3名在職男配音員（陳灝瑋、鍾見麟、黃積權）亦被「局部清零」，同時亦意味著第4-6期配音訓練班之男配音員（原本共16人）幾乎已接近「全滅」。截至2024年年底，粵語配音組在職人數由全盛時期的80人左右縮減至30人，2023年至2024年間的離職人數更打破2020年的紀錄。
雖然網上一度流傳解散粵語配音組，不過以3年合約（2年「死約」、1年「生約」）作為推敲，有部分於2023年至2024年期間約滿的配音員（招世亮、蘇強文、魏惠娥、陸惠玲、陳永信、雷碧娜、林元春、曾秀清、梁偉德、李鎮然、潘文柏、劉惠雲、詹健兒、袁淑珍、李凱傑、凌晞、黃昕瑜、沈小蘭）相信已獲續約，即是意味著部分配音員最少在2026年至2027年期間仍會留任（個別配音員或會存在變數）。再加上2023年至今仍有外購動畫及劇集之配音工作如常進行（如動畫《多啦A夢》、《星夢頻道》、《爆旋陀螺X》、《新幹線戰士 改變世界》；內地劇《命轉皇后》、《春閨夢裡人》、《射鵰英雄傳之鐵血丹心》、《珠玉在側》、《玫瑰的故事》、《又見逍遙》），尤其動畫《多啦A夢》、《星夢頻道》、《爆旋陀螺X》的配音工作期更長達一年，而TVB絕少安排即將離職配音員在即將首播之動畫或劇集擔任主角或要角（動畫《星夢頻道》餘下未播放的季數除外），以及在黃金時段播放的內地劇更有不減反增的跡象（包括仍於官方網頁及內地劇自製片尾如常列出配音員名單），間接化解解散粵語配音組的傳言。另外即使粵語配音組能得以保留，但肯定的是現時粵語配音組已不再比自由身安穩，因過去的安穩只建基於公司業績及管理層的決策，再加上當時仍有其他前TVB配音員「被墊底」，而在近乎「炒無可炒」的情況下，在職配音員未來要繼續視為終身職業的機率或會越來越渺茫。
儘管2024年10月因達到縮減人數安排（網上流傳約保留30人）而「停止」裁員，其後於2025年上半年約滿的配音員大部分亦獲得續約，預計最少留任至2028年，粵語配音組離職潮看似已重新恢復「平靜」。惟此情況未能持續至下半年，再者隨著任職超過50年的資深配音員黃麗芳於同年5月退休後，粵語配音組離職潮疑再次產生「骨牌效應」，資深配音員林元春亦於同年8月離職，且不排除會「陸續有來」，並再次印證離職潮「暫告一段落」不代表「永恆」的事實。

## 粵語配音組

### 粵語配音員列表

#### 現職
| 現職人數            | 現職人數 | 現職人數 |
| ------------------- | -------- | -------- |
| 28人 （15男，13女） |          |          |

| 配音員 | 性別 | 首次入職時期 | 備註                                                                           |
| ------ | ---- | ------------ | ------------------------------------------------------------------------------ |
| 袁淑珍 | 女   | 1979年10月   | 1978年入讀第8期無綫電視藝員訓練班（日間班），畢業後即選擇加入配音組:26,121-124 |
| 雷碧娜 | 女   | 1988年       |                                                                                |
| 招世亮 | 男   | 1990年5月    |                                                                                |
| 蘇強文 | 男   | 1990年5月    | 曾於1995年5月離職；1996年9月重返                                               |
| 黃鳳英 | 女   | 1993年12月   | 曾於2011年12月離職；2022年3月重返                                              |
| 陸惠玲 | 女   | 1993年12月   |                                                                                |
| 陳永信 | 男   | 1993年12月   |                                                                                |
| 黃子敬 | 男   | 1994年1月    |                                                                                |
| 沈小蘭 | 女   | 1994年11月   |                                                                                |
| 陳卓智 | 男   | 1997年4月    | 曾於2015年4月離職；2016年10月重返                                              |
| 梁偉德 | 男   | 1997年4月    |                                                                                |
| 雷霆   | 男   | 2000年6月    | 曾於2013年6月離職；2016年10月重返                                              |
| 潘文柏 | 男   | 2000年12月   | 曾於2020年1月離職；2021年7月重返                                               |
| 曾秀清 | 女   | 2001年1月    | 曾於2013年1月離職；2015年3月重返                                               |
| 劉惠雲 | 女   | 2001年7月    | 曾於2004年7月離職；2009年9月重返                                               |
| 李致林 | 男   | 2004年11月   |                                                                                |
| 黃啟昌 | 男   | 2004年11月   |                                                                                |
| 張頌欣 | 女   | 2004年11月   |                                                                                |
| 曹啟謙 | 男   | 2007年5月    |                                                                                |
| 葉振聲 | 男   | 2007年9月    |                                                                                |
| 李凱傑 | 男   | 2009年10月   |                                                                                |
| 關令翹 | 男   | 2010年7月    |                                                                                |
| 成瑤孆 | 女   | 2010年7月    |                                                                                |
| 魏惠娥 | 女   | 2011年5月    |                                                                                |
| 李鎮然 | 男   | 2012年5月    |                                                                                |
| 詹健兒 | 女   | 2012年9月    |                                                                                |
| 凌晞   | 女   | 2012年10月   |                                                                                |
| 黃昕瑜 | 女   | 2012年10月   |                                                                                |

#### 離任
| 配音員         | 性別 | 首次入職時期        | 離任時期      | 備註 |
| -------------- | ---- | ------------------- | ------------- | --- |
| 陳劍雲         | 男   | 不明                | 1980年代      | 已離世 |
| 梁惠風         | 男   | 不明                | 不明          | |
| 朱江           | 男   | 1967年              | 1994年        | 曾於1980年離職，1992年重返 再次離職 |
| 宗燦枝         | 男   | 1967年              | 1975年        | 1973年創立「香港影視話劇團」並任團長（一說為獨立劇團，一說屬於無綫轄下的華星娛樂）；1975年轉投麗的電視任藝員訓練班副監督（一說副總監）、配音組主任；已離世                                     |
| 丁羽           | 男   | 1967年5月（開台前） | 1982年        | |
| 金雷           | 男   | 1967年              | 1980年代      | 已離世 |
| 姜中平         | 男   | 1967年5月（開台前） | 1969年        | 1999年12月28日離世 |
| 藍天           | 男   | 1967年5月（開台前） | 1987年4月14日 | 在職期間離世 |
| 李丹薇         | 女   | 1967年5月（開台前） | 1977年        | 圈中人稱「媽咪」；話劇演員出身，1947年起於南洋片場從事電影配音工作，後曾加入邵氏、永華影業，能配國語及粵語；香港第一位為日本電影及菲律賓電影配上粵語對白的女性配音員；因移居美國紐約而離開無綫 |
| 吳桐           | 男   | 1967年              | 1978年1月     | 已離世 |
| 梅欣           | 男   | 1967年              | 1994年        | 2011年4月13日離世 |
| 上官筠慧       | 女   | 1967年11月19日      | 1969年        | 跟隨姜中平加入及離開無綫；2011年9月30日離世 |
| 許瑩英         | 女   | 1967年              | 1971年        | 1993年4月23日離世 |
| 區漢雄（區嶽） | 男   | 1967年              | 1970年代      | |
| 張生           | 男   | 1967年              | 1969年        | 跟隨姜中平加入及離開無綫；後在麗的擔任導播及配音員；有報道指當時姜中平、張生、上官筠慧一同離開無綫；已離世                                                                                     |
| 馮淬帆         | 男   | 1968年              | 1970年代      | |
| 譚炳文         | 男   | 1968年3月           | 2020年9月5日  | 曾於1991年離職；1999年重返 在職期間離世 |
| 周慶樑         | 男   | 1969年              | 1974年        | |
| 丁櫻           | 女   | 1969年              | 1978年1月     | |
| 馮錦倫         | 男   | 1969年              | 1989年        | |
| 高坤媚         | 女   | 1969年              | 不明          | |
| 盧國雄         | 男   | 1969年              | 1978年1月     | |
| 潘滿儔         | 女   | 1969年              | 1980年代      | |
| 謝月美         | 女   | 1969年              | 1978年1月     | 曾於2010年獲邀請擔任第4期無綫電視粵語配音藝員訓練班導師 2022年3月25日離世 |
| 黃健強         | 男   | 1969年              | 2007年        | 曾於1994年離職；2003年10月重返 再次離職 |
| 文德耀         | 男   | 1969年              | 1978年1月     | |
| 區瑞華         | 女   | 1969年8月           | 2010年2月     | |
| 梁耀昌         | 男   | 1969年8月           | 2001年7月     | |
| 李雁           | 女   | 1970年代            | 1980年代      | 演員李鵬飛之妹；2013年離世 |
| 石景初         | 男   | 1970年代            | 1980年        | 曾慶珏前夫 |
| 黃淑儀         | 女   | 1970年代            | 1973年        | 調離配音組 |
| 張英才         | 男   | 1970年              | 2006年        | 2023年6月14日離世 |
| 李司棋         | 女   | 1971年              | 1976年        | 調離配音組 |
| 林保全         | 男   | 1971年3月           | 2015年1月2日  | 曾於1991年12月離職；1993年8月重返 在職期間離世 |
| 林國雄         | 男   | 1971年3月           | 2023年5月     | 曾於1978年離職；1987年重返 再次離職（退休） |
| 孫明貞         | 女   | 1972年              | 1991年        | |
| 覃恩美         | 女   | 1972年              | 1973年        | |
| 黃韻材         | 男   | 1972年              | 1973年        | |
| 姚天麗         | 女   | 1972年              | 1995年        | 2006年離世 |
| 陳竹筠         | 女   | 1973年              | 1976年        | 多配少女角色 |
| 蕭景佳         | 男   | 1973年              | 不明          | |
| 鄧榮銾         | 男   | 1973年              | 2006年11月    | 曾於1983年離職；1990年重返； 1996年1月再次離職；2003年10月再次重返 再次離職 |
| 朱子聰         | 男   | 1974年              | 2022年1月1日  | 曾於1981年離職；2007年4月重返 在職期間離世 |
| 方煥蘭         | 女   | 1974年              | 1994年1月1日  | |
| 黃麗芳         | 女   | 1974年5月           | 2025年5月     | |
| 盧素娟         | 女   | 1974年              | 2006年7月22日 | 曾於1977年離職；1987年重返 在職期間離世 |
| 盧國權         | 男   | 1974年              | 2023年8月     | |
| 曾慶珏         | 女   | 1974年              | 2007年5月     | 石景初前妻；曾於1991年離職；2006年8月重返 再次離職 |
| 李忠強         | 男   | 1975年              | 1980年        | 廣東的粵劇團、邵氏南國第5期藝員訓練班出身；曾加入多個電視台，並擔任電影配音領班 |
| 何錦華         | 女   | 1975年              | 1978年1月8日  | |
| 佩雲           | 女   | 1975年              | 1990年        | |
| 尹芳玲         | 女   | 1975年              | 1978年1月8日  | |
| 黃韻詩         | 女   | 1975年              | 1978年1月8日  | |
| 周鸞           | 男   | 1977年              | 1995年        | 在職期間離世 |
| 蔡淑雯         | 女   | 1979年              | 1980年代      | |
| 馮志潤         | 男   | 1979年              | 1990年        | |
| 梁緻盈         | 女   | 1979年              | 1987年        | 2001年11月25日離世 |
| 樂蔚           | 女   | 1979年              | 1992年        | |
| 源家祥         | 男   | 1979年              | 2008年11月5日 | 在職期間離世 |
| 馮錦堂         | 男   | 1979年6月:28        | 2020年6月:83  | 1978年入讀第8期無綫電視藝員訓練班（夜間班），畢業後選擇加入配音組:20-28 |
| 林元春         | 女   | 1979年              | 2025年8月     | 曾於1982年離職；1988年重返 再次離職 |
| 張炳強         | 男   | 1980年7月           | 2021年7月     | |
| 黃兆強         | 男   | 1980年              | 1988年        | |
| 梁曉峰         | 男   | 1981年              | 1988年        | |
| 周婉侶         | 女   | 1982年              | 1991年1月1日  | 2020年8月31日離世 |
| 馮永和         | 男   | 1984年              | 1994年        | |
| 林丹鳳         | 女   | 1985年              | 2023年11月    | 1978年入讀第8期無綫電視藝員訓練班（夜間班），畢業後擔任幕前演員，後加入配音組:28,126，其胞妹林元春則為同屆日間班學員                                                                           |
| 蔡惠萍         | 女   | 1989年              | 2020年10月    | |
| 魏惠文         | 男   | 1990年              | 2000年        | 曾於1996年離職；1997年重返 調離配音組 |
| 翟耀輝         | 男   | 1990年5月           | 2024年8月     | 曾於1993年離職；2003年10月重返 2012年2月再次離職；2018年8月再次重返 再次離職 轉以自由身形式負責既有報幕及部分配音工作（如《慶餘年2》）（截至2025年）                                           |
| 郭志權         | 男   | 1990年5月           | 2003年        | |
| 郭立文         | 男   | 1990年5月           | 2004年5月     | 曾於1993年離職；2003年10月重返 再次離職 |
| 李文輝         | 男   | 1990年5月           | 1994年        | |
| 李智良         | 男   | 1990年5月           | 1996年        | |
| 梁少霞         | 女   | 1990年5月           | 2023年9月     | 曾兼任TVB天氣報告員 |
| 曾佩儀         | 女   | 1990年4月           | 2020年1月     | 曾於1995年離職；2003年10月重返 再次離職 |
| 楊婉清         | 女   | 1990年5月           | 1993年5月     | |
| 談佩珊         | 女   | 1991年              | 1996年        | |
| 鄭麗麗         | 女   | 1992年6月           | 2023年9月     | 轉以自由身形式負責部分既有角色（如《櫻桃小丸子》及《慶餘年2》） |
| 劉昭文         | 男   | 1993年              | 2020年10月    | 曾於1995年離職；2003年10月重返 再次離職 |
| 陳欣           | 男   | 1994年2月           | 2024年2月     | |
| 李錦綸         | 男   | 1994年4月           | 2024年4月     | |
| 陳維舜         | 男   | 1994年5月           | 1996年        | |
| 霍波           | 男   | 1994年5月           | 1996年        | |
| 何國星         | 男   | 1994年5月           | 2000年5月     | |
| 李秀儀         | 女   | 1994年5月           | 1996年7月     | |
| 張錦江         | 男   | 1994年5月           | 2023年10月    | 曾於1997年離職；2008年10月重返 再次離職 |
| 謝潔貞         | 女   | 1994年5月           | 2023年10月    | 曾於1999年離職；2003年10月重返 再次離職 |
| 黎偉明         | 男   | 1994年6月           | 2002年4月19日 | 在職期間離世 |
| 陳曙光         | 男   | 1995年5月           | 2016年5月     | |
| 鄺樹培         | 男   | 1997年3月           | 2007年3月     | |
| 梁志達         | 男   | 2001年1月           | 2024年2月     | 曾於2012年1月離職；2022年3月重返 再次離職 |
| 陳凱婷         | 女   | 2001年2月           | 2012年2月     | |
| 陳振安         | 男   | 2003年              | 2007年4月     | |
| 盧志傑         | 男   | 2003年9月           | 2006年        | |
| 程文意         | 女   | 2003年10月          | 2012年10月    | |
| 周文瑛         | 女   | 2003年10月          | 2006年11月    | |
| 朱妙蘭         | 女   | 2003年10月          | 2018年5月     | 曾於2006年11月離職；2009年5月重返 再次離職 |
| 黃玉娟         | 女   | 2003年10月          | 2020年10月    | |
| 伍秀霞         | 女   | 2003年10月          | 2021年6月     | 轉職特約演員 |
| 馬小靈         | 女   | 2004年3月           | 2010年12月    | 曾於2006年4月調離配音組；2009年3月重返 再次離職 |
| 鄧肇基         | 男   | 2004年3月           | 2005年10月    | |
| 黃榮璋         | 男   | 2004年3月           | 2012年3月     | |
| 林雅婷         | 女   | 2004年11月          | 2007年7月     | 2004年入讀第3期無綫電視粵語配音藝員訓練班 |
| 黎景全         | 男   | 2004年11月          | 2007年11月    | 2004年入讀第3期無綫電視粵語配音藝員訓練班 |
| 黎桂芳         | 女   | 2004年11月          | 2007年10月    | 2004年入讀第3期無綫電視粵語配音藝員訓練班 |
| 何璐怡         | 女   | 2004年11月          | 2023年11月    | 2004年入讀第3期無綫電視粵語配音藝員訓練班 |
| 陳廷軒         | 男   | 2006年9月           | 2019年6月5日  | 在職期間離世 |
| 許盈           | 女   | 2007年4月           | 2024年2月     | 曾於2020年4月離職；2022年2月重返 再次離職 |
| 伍博民         | 男   | 2007年10月          | 2012年10月    | |
| 張裕東         | 男   | 2008年1月           | 2021年1月     | |
| 陳繼恆         | 男   | 2008年7月           | 2009年9月     | |
| 蕭徽勇         | 男   | 2008年7月           | 2024年1月     | 曾於2020年9月至2021年6月期間調離配音組 |
| 高可慧         | 女   | 2008年10月          | 2013年1月     | |
| 楊善諭         | 女   | 2008年12月          | 2010年12月    | |
| 林芷筠         | 女   | 2009年3月           | 2017年3月     | |
| 劉奕希         | 男   | 2009年5月           | 2024年5月     | |
| 黃紫藍         | 女   | 2009年9月           | 2011年9月     | |
| 何承駿         | 男   | 2009年10月          | 2012年10月    | |
| 古明華         | 男   | 2010年1月           | 2013年        | 調離配音組 以借用形式再次參與配音（2015年至2016年） |
| 陳琴雲         | 女   | 2010年1月           | 2024年1月     | |
| 張方正         | 男   | 2010年7月           | 2023年12月    | 轉以自由身形式負責既有報幕工作（截至2025年） |
| 周良鴻         | 男   | 2010年7月           | 2016年7月     | |
| 麥皓豐         | 男   | 2010年7月           | 2024年6月     | 曾於2020年7月離職；2021年7月重返 再次離職 轉以自由身形式負責既有報幕工作（截至2025年） |
| 巫哲棋         | 男   | 2010年7月           | 2020年7月     | |
| 胡家豪         | 男   | 2010年7月           | 2024年7月     | |
| 陳皓宜         | 女   | 2010年7月           | 2024年6月     | |
| 羅杏芝         | 女   | 2010年7月           | 2015年1月     | |
| 黃淑芬         | 女   | 2010年7月           | 2016年7月     | |
| 余欣沛         | 女   | 2010年7月           | 2013年7月     | |
| 周倚天         | 男   | 2011年4月           | 2020年4月     | |
| 蔡德鈞         | 男   | 2012年4月           | 2014年4月     | |
| 陳灝瑋         | 男   | 2012年10月          | 2024年10月    | 2025年以自由身形式負責部分配音工作（如《慶餘年2》、《中年好翻身》） |
| 陳成港         | 男   | 2012年10月          | 2018年10月    | 轉以自由身形式負責既有角色（直至2021年） |
| 鍾見麟         | 男   | 2012年10月          | 2024年10月    | 2025年以自由身形式負責部分既有角色（如《慶餘年2》） |
| 林筠翔         | 男   | 2012年10月          | 2018年10月    | 轉以自由身形式負責既有角色（直至2021年） 轉職特約演員 |
| 李震權         | 男   | 2012年10月          | 2018年10月    | 轉以自由身形式負責既有角色（直至2021年） |
| 鄧志堅         | 男   | 2012年10月          | 2023年10月    | |
| 鄧港文         | 男   | 2012年10月          | 2018年10月    | 轉以自由身形式負責既有角色（直至2022年） |
| 黃積權         | 男   | 2012年10月          | 2024年10月    | |
| 何寶珊         | 女   | 2012年10月          | 2020年10月    | |
| 羅孔柔         | 女   | 2012年10月          | 2023年10月    | |
| 吳羨婷         | 女   | 2012年10月          | 2020年10月    | |
| 黃瑩瑩         | 女   | 2012年10月          | 2015年10月    | |
| 馮志輝         | 男   | 2014年4月           | 2020年4月     | |
| 陳耀楠         | 男   | 2014年6月           | 2024年6月     | 轉以自由身形式負責既有報幕工作（截至2025年） |
| 李安邦         | 男   | 2014年6月           | 2024年6月     | 2025年以自由身形式負責部分既有角色（如《慶餘年2》） |
| 何晶晶         | 女   | 2014年6月           | 2020年6月     | |
| 李潤知         | 女   | 2014年6月           | 2020年6月     | |
| 廖杏茵         | 女   | 2014年6月           | 2020年6月     | |
| 葉曉欣         | 女   | 2014年6月           | 2024年6月     | |
| 廖欣怡         | 女   | 2022年2月           | 2024年2月     | 曾任職TVB導配 |

## 國語配音組
國語配音組成立於1988年，主要為無綫電視自家製作的節目進行国语（汉语普通话）配音，以供中國內地及海外市場發行。據配音員憶述1990年代初的情況，無綫並不干涉他們在外接洽兼職配音工作。
無綫早期的國語配音員，不少來自同系公司邵氏的配音組，因1980年代邵氏逐漸淡出電影市場。近2010年代加入的年輕一代國語配音員多畢業於中國傳媒大學、北京電影學院等專業院校。無綫亦有為他們安排培訓。
TVB的國語配音不同于中国内地和台湾的普通话口音，融合了邵氏的老国语、粤语以及中国北方人的说话习惯，并夹杂大量语气词和英语单词，對白語序亦受到粵語版的影響，形成了独特的「TVB腔」。

### 國語配音員列表
| 配音員 | 性別 | 備註 |
| ------ | ---- | --- |
| 小華   | 女   | 1980年代加入，資歷最深。                                                                                             |
| 潘寧   | 女   | 1980年代加入。 |
| 祁岩   | 男   | 生於江西南昌，話劇演員出身，1978年移居香港後曾任職於邵氏配音組，1992年移居美國。                                     |
| 廖靜妮 | 女   | 生於廣東惠州，1972年移居香港，1974年考入邵氏配音訓練班，1980年代加入無綫，1980年代轉投亞洲電視，2000年代離開配音界。 |
| 林曉萍 | 女   | |
| 姜小亮 | 男   | 韓冬青之夫。 |
| 韓冬青 | 女   | 姜小亮之妻。 |
| 黃河   | 男   | 歌唱家；晏曉陶之夫。                                                                                                 |
| 晏曉陶 | 女   | 黃河之妻。 |
| 蘇柏麗 | 女   | |
| 邢金沙 | 女   | 崑曲名伶；於2000年代離開配音組，在香港推廣崑曲。                                                                     |
| 張濟平 | 男   | 出身於邵氏配音組，與馮雪銳、廖靜妮同期。1989年與馮雪銳等人創辦華聲配音公司，1990年代散伙後加入無綫。                 |
| 陈逸恒 | 男   | |
| 杜燕歌 | 男   | 來自北京的歌手及演員，在1990年代中期從澳洲回流香港後，在國語配音組任職配音員多年，並擔任領班。                       |
| 张艺   | 男   | |
| 许秉珩 | 男   | |
| 孙中文 | 男   | |
| 宋雙佳 | 女   | 出身於2008年度國際中華小姐競選。                                                                                     |
| 趙冰冰 | 女   | 近2010年代加入，師承蘇柏麗。                                                                                         |
| 周筠   | 女   | 近2010年代加入，師承蘇柏麗。                                                                                         |
| 趙世浩 | 男   | 2010年代加入。 |

## 備註
1. 1 2  1988年前，無綫似乎已有聘用國語配音員。

## 外部連結
- TVB藝人 - 粵語配音員藝員 （页面存档备份，存于）